# 趙芸蕾
趙 芸蕾 (ちょう げいらい、ツァオ・ユンレイ、英語: Zhao Yun Lei、1986年8月25日 - )は、中華人民共和国の女子バドミントン選手。ロンドンオリンピックの2冠王者。混合ダブルスのBWF世界ランキング1位の在位期間は236週。

## 経歴
2015年の世界選手権２種目制覇を期に世界選手権メダルを合計10個獲得し、バドミントン史上世界選手権メダルを1番獲得した選手となった。
また彼女は、オリンピック、世界選手権、アジア競技大会、全英オープン、スディルマン杯、ユーバー杯などのバドミントンのビッグタイトルを何度も制覇しており、女子ダブルスと混合ダブルスにおける史上最強の選手の1人として知られている。